# Stenstugan

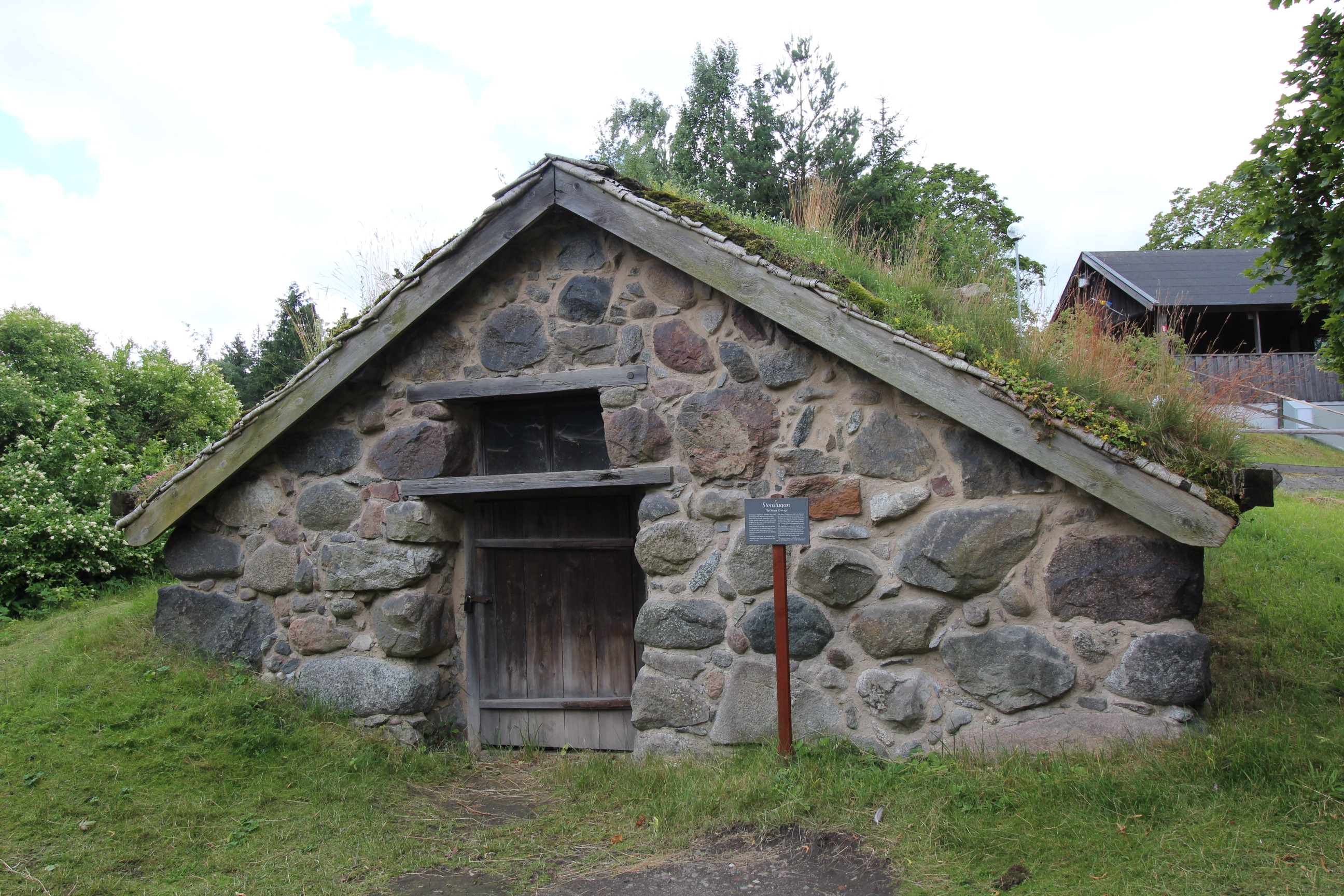
Stenstugan 2015.

Stenstugan är en kulturhistorisk byggnad på Skansen i Stockholm. Stenstugan uppfördes på plats år 1891 med inspiration av liknande stugor i Jämshögs socken i Blekinge.
Stugan, som har metertjocka ytterväggar av natursten, är till större delen nedgrävd i en av Skansenbergets sluttningar. I husets gavelformade front återfinns en dörr och ovanför denna en fönsterglugg. Stugans golv består av tillstampad lera. Brädtaket är täckt av torv och näver. Längst inne i stugan finns en eldstad med bakugn. 

## Historia
Konstnären Magnus "Måns" Jönsson, känd som förebild till romangestalten Olle Montanus i Strindbergs Röda rummet, fick 1890 i uppdrag av Skansens grundare Artur Hazelius att samla kunskap om blekingska stenstugor. Jönsson avrapporterade om Stenstugan i form av ritningar, skisser och anteckningar. Hazelius lät uppföra stenstugan till friluftsmuseets öppnande i oktober 1891. Skansens stenstuga hade ursprungligen ett takfönster, men det togs bort eftersom det uppfattades som ohistoriskt; stenstugans förebilder var knappast utrustade med takfönster.